# Stenocercus azureus
Stenocercus azureus este o specie de șopârle din genul Stenocercus, familia Tropiduridae, descrisă de Müller 1880. Conform Catalogue of Life specia Stenocercus azureus nu are subspecii cunoscute.